# زبان کانزا
کانزا یک زبان سیویی از گروه دگی‌هایی است که زمانی توسط مردم کاو در اکلاهما بدان سخن گفته می‌شد. چارلز کرتیس، معاون رئیس‌جمهور، در دوران کودکی به زبان کانزا سخن می‌گفت. واپسین سخنران به زبان مادری، رالف پپر، در ژوئن ۱۹۸۲ درگذشت.